# Dubovivka, Starobilsk
Dubovivka (în ucraineană Дубовівка) este un sat în comuna Kureacivka din raionul Starobilsk, regiunea Luhansk, Ucraina.

## Demografie
Componența lingvistică a localității Dubovivka
     Ucraineană (94,23%)
     Rusă (5,77%)
Conform recensământului din 2001, majoritatea populației localității Dubovivka era vorbitoare de ucraineană (94,23%), existând în minoritate și vorbitori de rusă (5,77%).